# Kiálts, város!
A Kiálts, város! Szabó Magda történelmi drámája, amelyet 1973-ban mutatták be a Debreceni Csokonai Színházban. 1975-ben jelent meg az Órák és farkasok című drámakötetben.
A darab ősbemutatója a debreceni Csokonai Színházban volt, 1973. szeptember 28-án. Az előadást Lendvay Ferenc rendezte, a díszletet Langmár András tervezte, a jelmezeket pedig Greguss Ildikó.

## Keletkezése
A írónő szenvedélyesen szerette szülővárosát, és előszeretettel foglalkozott helytörténelemmel. Borzán Gáspár tragikus sorsát Szűcs István Debrecen város története című könyvéből ismerte meg, és innen nyert ihletet. A mű megrendelésre készült, Csokonai Vitéz Mihály születésének 200. évfordulójára. Fogadtatása vegyes volt. A mű kapcsolata Csokonai Vitéz Mihállyal egyedül a Debrecen várossal és a főszereplő sorsával magyarázható. Szabó Magda úgy tartotta: Debrecen nagy problémája, hogy mindig veszni hagyta, vagy elűzte az értékes embereket.
A cím bibliai idézet: Ézsaiás könyve 14. részéből (eredeti: "Jajgass, kapu, kiálts, város!"). A címválasztás utal a szerző vallásos neveltetésére - Dóczi Leánynevelő Intézetben tanult - és Debrecen város szigorú kálvinizmusára.

## Tartalma
|  | Alább a cselekmény részletei következnek! |

### Előjáték – napjainkban
A szellemeknek felelniük kell, hogy miért halt meg a fiú, ki a gyilkos. A vita hevében kiderül, egyaránt tehetnek emberek haláláról, de őrá nem emlékeznek, nem is tartják fontosnak, kelletlenül és kényszerből keresik a választ, még azt se tudják biztosan, hogy akkor melyikük volt az uralkodó az adott területen. A jelenet végén Gál Nagy István lép színre, magára vállalja a gyilkosságot, de sose tette volna meg nélkülük.

### Színjáték – 1604. október 14-15.
A cselekmény 1604. október 14-én kezdődik. Sztavriász harmadjára se kap jogot, hogy letelepedjen. A Tanács úgy dönt, hogy szigorúan lesújt a törvény mindenkire, aki árthat a városnak, valamint görög kereskedők csak a sokadalom idején árulhatnak a városban, csak sátorból. Portékájukat se hagyhatják a falakon belül.
Goda Benedek orvos leteszi a hűségesküdt, ezzel debreceni polgár lesz. Karikagyűrűjét (egyetlen vagyonát) önként beadja a közösbe. A menedékért jött a városba, mert  császári seregek felégették Kassát, gyermeke és felesége odaveszett.
Az elmúlt 8 évben tűz, járvány, aszály, tatár, török és királyi sarc sújtotta a várost,  Eszter (24 éves, minden osztálytársa már anya) esküvőjét ötször kellett elhalasztani a körülmények miatt. Az új időpontot 1604. október 15-ére tűzték ki. Úgy érzi, otthon nem szeretik, anyja szerette, de meghalt a járványban, az apja csak a városnak él. Nagyon várja az esküvőjét, folyamatosan retteg, nehogy történjen valami.
Kitör a háború, és Belgiojoso menekül, ezért Von Felsen által sarcot követel az átvészeléshez. Ha nem kapja meg, ráereszti a seregét Debrecenre. Az ifjú Portörőt és Borzánt elviszi serégével túszul és kísérőnek Tokajba. A  kapitány a főbíróval a Bibliára tett kézzel mondat esküt, hogy kifizeti a sarcot. A város már elszegényedett, nem tudja összegyűjteni a pénzt, szükség van Sztavriász hozzájárulására is. Ő cserébe letelepedést kér, de azt vallása miatt nem kaphatja meg, amit nem hagy el. A két apa engedne, ha Tanács beleegyezik, de Hodászi Lukács nem engedi a tanács összehívását és megfenyegeti őket, ha engednek a görögnek, kitiltatja az egész Nagytanácsot a templomból.  Sztavriász fejükhöz vágja, hogy ők se különbek, mint a pápisták. Annak idején a lánya és ifjú Portörő kedvelték egymást, de hazaküldte, mert tudta, hogy nem lehet belőle semmi. Sztavriász visszaindul Ebesre. A királyi sereg parancsnoka túszként magánál tartja Borzán Gáspárt, a másik fiúval üzeni meg, hogy kivégezteti, ha nem kapja meg a sarcot estig. A főbíró visszahívatja Sztavriászt, hogy elfogadja az ajánlatát (válság idején egyszemélyben dönthet a törvény értelmében), mert felel a polgárokért, még akkor is, ha ezzel megsérti az egyházat, megszegi az esküjét, a törvényeket, melyek szerint csak hithű telepedhet le. Döntése miatt édesanyja is elhagyja, mert istentelenné vált általa. Eszter felismeri, hogy az apja mégis szereti. Felajánlja, hogy esküvő után vele maradnak. Apja ezt elutasítja Gáspár nem lakhat a házában és azt is el kell feledtetnie a várossal, hogy az ő lányát vette el.
Még mielőtt a kalmár visszaérne, Bocskai István követe is megérkezik a városba, aki tolmácsolja, hogy tilos bármilyen formában támogatni a császári seregeket, a szekereket is lefoglalta. Ha ellenszegülnek a földdel teszi egyenlővé a várost. Sztavriász visszatér a pénzzel, a főbíró nem fogadja el, felszólítja, hogy addig vegye meg a házat, amit szeretne, amíg még ő főbíró.
Debrecen város mindenek előtt, Borzán Gáspár meghal, a város megmarad.
|  | Itt a vége a cselekmény részletezésének! |

## Szereplők és szereposztás
Fontosabb bemutatók
| Szereplők                                                                        | 1973 (Ősbemutató – Csokonai Színház) | 1979 (tévéjáték) |
| -------------------------------------------------------------------------------- | ------------------------------------ | ---------------- |
| Gál Nagy István, Debrecen főbírája                                               | Sárosdy Rezső                        | Szabó Sándor     |
| Eszter, Debrecen főbírájának lánya                                               | Farkas Zsuzsa m.v.                   | Kovács Nóra      |
| Idősb özvegy Gál Nagy Istvánné, Debrecen főbírájának édesanyja, Eszter nagyanyja | Lontay Margit                        | Lontay Margit    |
| Idősb Portörő szenátor                                                           | Sarlai Imre                          | Sinkovits Imre   |
| Ifjú Portörő szenátor                                                            | Balassa Gábor                        | Nagy Gábor       |
| Hodászi Lukács pap                                                               | Jászai László                        | Horváth Sándor   |
| Duskás, a városházi kusztos és doboló                                            | Novák István                         | Horváth József   |
| Jorjosz Sztavriász                                                               | Gerbár Tibor                         | Bessenyei Ferenc |
| Von Felsen kapitány                                                              | Sárközy Zoltán                       | Mécs Károly      |
| Tibai, városi jegyző                                                             | Háromszéki Péter                     | Sinkó László     |
| Gebei, salétromtiszt                                                             | Sárady Zoltán                        | Kránitz Lajos    |
| Molnár hajdúkapitány                                                             | Mohay Gábor                          | Balázs Péter     |
| Goda Benedek orvos                                                               | Kiss László                          | Lőte Attila      |
| A városi szószóló                                                                | Gál László                           | Tunyogi Pál      |
| Ahmed szultán                                                                    | Kiss László                          |                  |
| II. Fülöp spanyol király                                                         | Sárady Zoltán                        |                  |
| Rudolf magyar király                                                             | Háromszéki Péter                     |                  |
| Kálvin János                                                                     | Jászai László                        |                  |
| Bocskai István                                                                   | Mohay Gábor                          |                  |
| Giovan Giacomo Barbiano di Belgioioso gróf, császári hadvezér                    | Sárközy Zoltán                       |                  |

- Gál Nagy István: Debrecen főbírája, özvegy
- Eszter: a főbíró lánya, Borzán Gáspár jegyese
- Id. özv. Gál Nagy Istvánné:  Öregasszony, Gál Nagy István édesanyja, fiával él
- Hodászi Lukács: pap
- Idősb Portörő: szenátor, főbírónak jelentkezett, de Gál Nagy Istvánt választották meg
- Ifjú Portörő: szenátor, Borzán Gáspárt választották meg helyette esküdtbírónak
- Duskás:  városházi kosztos és doboló
- Jorjosz Sztavriász: görög kereskedő, 10 éve kereskedik Debrecenben, a város szerelmese
- Von Felsen: kapitány
- Tibai: városi jegyző
- Gebei: salétromtiszt
- Molnár: hajdúkapitány
- Goda Benedek: orvos, Kassáról kényszerül menekülésre vallása miatt, debreceni polgárjogot kap
- Városi szószóló
- A szellemek: Ahmed, a török szultán, Rudolf magyar király, II. Fülöp spanyol király, Bocskai István fejedelem, Kálvin János és Barbiano di Belgioioso császári hadvezér
- (Borzán Gáspár, frissen megválasztott esküdtbíró, vőlegény, a város szereti, a következő főbírót látják benne, szakmája csiszár)

## Eszmeköre
A történelem viharában Debrecen földrajzilag elszigetelődött, három hatalmi tényező vette körül: a Török Hódoltság, a Magyar Királyság és az Erdélyi Fejedelemség. Mindegyik szabályait igyekezett tiszteletben tartani, és mind háromnak adózott. Északon üldözték a királyi hadak a reformátusokat.
Ezekben a zivataros időkben játszódik a dráma, 1604 októberében, a Bocskai-szabadságharc kitörésekor, az álmosdi csata idején. A cselekmény középpontjában Borzán Gáspár halála, meggyilkolása áll, de túlmutat rajta. Borzán Gáspár nem valós főhős, „a mindenkori láthatatlan, ismeretlen áldozat szimbóluma”, csak egy a történelem ismeretlen halottjai közül. Az olvasó keveset tud meg róla, tényleges cselekvésekben nem jelenik meg alakja, csak az eskütétele és a sorsa, de azt ő már nem formálhatja. Gál Nagy István, Debrecen főbírája a dráma igazi főszereplője, aki mindent elveszít.
Debrecen szimbolikusan egy szigetnek felel meg, de nem védi semmi, se vár, se hegy, se folyó. Magára maradt a fennmaradásért folytatott harcban, adják-veszik az urak. Az emberek összetartása a városfala. Jelenti az azilumot is, de nem mindenkinek, csak a kálvinistáknak. Sziget helyzetéből adódóan kettősség is jellemzi: egyszerre cívis város és kálvinista Róma. Egyik haladó szemléletre, kereskedelemre, polgáriasodásra, kulturális központra utal, a másik merev, szigorú puritán szemléletre (utóbbit az Öregasszony jelenetei szemléltetik).  Vallási toleranciát hirdet, de csak kálvinista kaphat polgárjogot, letelepedést a falakon belül, ezzel is védi magát, mindenkit nem fogadhat el, nem bírná el a város.
A darab egy gyilkosság vádjára választ keresve bontakozik ki: Miért halt meg Borzán Gáspár?  Ki ölte meg?
A gyilkosságból erkölcsi dilemma lesz a megmaradásért folytatott harcról, annak módjairól és csapdáiról szól:
- az egyéni érdek ütközik a közösség érdekével,
- a saját érdek ütközik a közösség szabályaival, parancsaival,
- a személyes indíték áll szemben a kötelességtudattal,
- a választás szabadsága szemben az öröklött és a vállalt törvényekkel,
- egy ember élete az egész városéval szemben,
- közösség védelme és az ember érzelmei,
- közösség védelmére meghozott szabályok dogmává torzulása szemben a józan ésszel.